# Cerverí de Girona

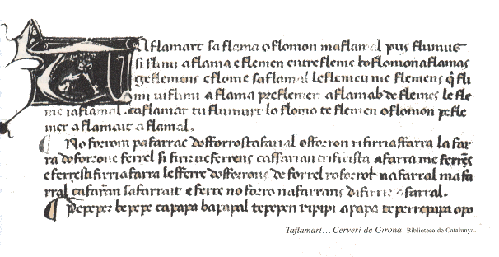
Taflamart, poème de Cerverí en argot Occitan

Cerverí de Girona (prononciation en catalan : sərβəˈɾi ðə ʒiˈɾonə), né sous le nom de Guillem de Cervera en 1259, à Gérone, et mort en 1285, était un troubadour catalan. 

## Biographie
C'était le troubadour le plus prolifique, ayant laissé derrière lui quelque 114 poèmes lyriques entre autres œuvres, y compris un ensenhamen, recueil de proverbes à l'intention de son fils, au nombre d'environ 130. 
C'était un poète de cour de Jacques le Conquérant et de Pierre le Grand. Il a écrit des pastourelles et des Sirventès et sa principale préoccupation était la complexité de la vie de cour. Aucune de ses musiques ne lui a survécu.
Cerverí a passé quelque temps sous le patronage et à la cour de Hugues IV de Rodez et de Henri II de Rodez. 
Il était en Espagne en 1269, car il se trouvait cette année-là dans l'entourage de l'infant, Pierre le Grand. Avec ses compagnons troubadours Folquet de Lunel et Dalfinet il accompagna Pierre à Tolède. Le 26 avril à Riello, près de Cuenca, il reçut un solidus pour prix de ses services. Cobla en sis lengatges ("Vers en six langues") de Cerverí avait recopié la métrique de Al bon rey q'es reys de pretz car de Folquet ou de Bel m'es ab motz leugiers a far de Sordel.
Cerverí écrivit un planh, Si per tristor, per dol no per cossir le 26 août 1276 pour la mort de Jacques le Conquérant. Il était direct et presque personnel. Le troubadour demandait à la Vierge Marie de montrer autant de compassion à Jacques qu'il en avait montré sur terre, en se référant à l'établissement de l'Ordre de Notre-Dame-de-la-Merci à Barcelone. Le poète Matieu de Caersi écrivit un tout autre planh, Tant suy marritz que no.m puese alegrar, pour Jacques, au ton moralisateur et religieux.